# Hannibal Wedell (1731-1766)
 Der er flere personer med dette navn, se Hannibal Wedell (1660-1708).
Hannibal lensgreve Wedell-Wedellsborg (25. november 1731 – 9. maj 1766 i København) var en dansk lensbesidder, godsejer og amtmand.
Han var søn af grev Christian Wedell og arvede ved faderens død 1759 grevskabet Wedellsborg, der var kørt økonomisk i sænk. Bl.a. havde faderen afhændet Søndergårde. Han blev kammerherre, gehejmeråd, ritmester og var amtmand over Vordingborg og Tryggevælde Amter. I 1766 begik han selvmord ved at skyde sig på grund at de uoverstigelige økonomiske problemer på godserne.
16. juni 1752 ægtede han på Hirschholm Slot Catharine Sophie Wilhelmine komtesse Moltke (1737-1806). Han var far til bl.a. Ludvig Frederik Wedell, som overtog godserne.